# Пим (единица измерения)

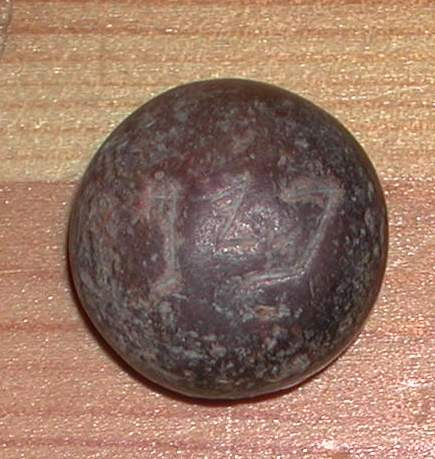
Каменный пим (около 7,8 г)

Пим (ивр. פים‎) — весовая и денежная единица Древнего Израиля и Иудеи. Один раз упоминается в оригинальных текстах Ветхого завета (1Цар. 13:21), но пропущена в его Синодальном переводе.
Место этой единицы измерения в системе мер и весов долго оставалось неизвестным, пока в начале XX века не были найдены восемь каменных полированных гирек с надписью «пим» (פימ), средний вес которых составляет 7,8 грамма, что и позволило сделать вывод о том, что пим равен 2⁄3 сикля (шекеля).

## Пим вВетхом завете
| Источник            | Первая книга Царств (Книга Самуила), глава 13, стихи 19—21 |
| ------------------- | --- |
| Синодальный перевод | 19 Кузнецов не было во всей земле Израильской; ибо Филистимляне опасались, чтобы Евреи не сделали меча или копья. 20 И должны были ходить все Израильтяне к Филистимлянам оттачивать свои сошники, и свои заступы, и свои топоры, и свои кирки, 21 когда сделается щербина на острие у сошников, и у заступов, и у вил, и у топоров, или нужно рожон поправить.1Цар. 13:19—21                                                         |
| Перевод нового мира | 19 Во всей земле Израиль не было ни одного кузнеца, так как филисти́мляне говорили: «Как бы евреи не сделали себе меча или копья». 20 И если нужно было заточить лемех, мотыгу, топор или серп, все израильтяне ходили к филисти́млянам. 21 Чтобы заточить лемех, мотыгу, трезубец или топор либо починить воловий рожон, нужно было заплатить один пим.                                                                                |
| Танах               | 19 Кузнеца же не оказалось во всей земле Исраэйльской, ибо Пелиштимляне говорили: …чтоб не сделали Иврим меча или копья. 20 И ходили все Исраэйльтяне к Пелиштимлянам ковать каждый сошник свой, заступ свой, и топор свой, и мотыгу свою. 21 И была (цена) правки — пим для сошников, и для заступов, и для трезубца, и для топоров, и для правки рожна.                                                                             |
| NIV Bible           | 19 Not a blacksmith could be found in the whole land of Israel, because the Philistines had said, «Otherwise the Hebrews will make swords or spears!» 20 So all Israel went down to the Philistines to have their plow points, mattocks, axes and sickles sharpened. 21 The price was two-thirds of a shekel for sharpening plow points and mattocks, and a third of a shekel for sharpening forks and axes and for repointing goads. |

### Издания Библии
- Священное Писание — Перевод нового мира. — Watch Tower Bible and Tract Society of Pennsylvania (Общество Сторожевой башни), 2010. Архивировано 7 ноября 2011 года.
- Танах в переводе издательства «Мосад рав Кук». — Тора Онлайн, 2011.
- The Holy Bible: New International Version (NIV Bible). — Biblica, Inc, 1973—2011.

### Прочие
- Амусин И.Д. Денежно-весовая система обращения в Древней Палестине в первой половине 1-го тысячелетия до н. э. — Труды V Международного конгресса по экономической истории (Ленинград, 1970). — Л., 1970.
- Большая христианская библиотека. — Генезис, 2011.
- Электронная еврейская энциклопедия. — Ассоциация по изучению еврейских общин в диаспоре, 1976—2009.